# Марк Геренний Пицен (консул-суффект 34 года до н. э.)
Марк Геренний Пицен (лат. Marcus Herennius Picens) — политический и военный деятель эпохи Римской республики.

## Биография
Его дедом, по всей видимости, был предводитель венузинов во время Союзнической войны 91—88 годов до н. э. Тит Геренний. С 1 ноября по 31 декабря 34 года до н. э. Пицен занимал должность консула-суффекта. Затем, в 33 году до н. э. он находился на посту проконсула провинции Азия, где под его руководством велись строительные работы в Эфесе..
Пицен был патроном Вей, где строил общественные здания. Вероятно, его сыном был консул-суффект 1 года Марк Геренний Пицен.